# Peter René Körner
Peter René Körner (* 8. Dezember 1921 in Berlin; † 20. März 1989 in Rösrath) war ein deutscher Schauspieler, Sänger, Moderator und Hörfunksprecher.

## Leben
Peter René Körners Vater war Theaterdirektor, die Mutter Schauspielerin, die Schwester wurde Operettensängerin. Unmittelbar nach Ende des Zweiten Weltkriegs zog Körner von Berlin nach Köln. Dort arbeitete er von 1946 an als Hörfunk- und Hörspielsprecher. Zu seinen bekanntesten Rollen gehörten die in neun Episoden der NWDR- bzw. WDR-Hörspielreihe Paul Temple aus den Jahren 1949 bis 1961, beispielsweise Paul Temple und der Fall Curzon, Paul Temple und der Fall Vandyke und Paul Temple und der Fall Madison, in denen er an der Seite von René Deltgen, Annemarie Cordes und Kurt Lieck sprach. Daneben war die unverwechselbare Gesangs- und Sprechstimme Körners in vielen Operettenproduktionen des WDR (Dirigent: Franz Marszalek) zu hören. 1948 sang er erstmals in Kabarettsendungen des NWDR. Eine Hauptrolle als Sänger hatte er im Jahr 1957 in der Eduard-Künneke-Operette Liselott.
In den 1950er Jahren wurde Körner zudem als Schlagersänger mit Titeln wie So viel Schwung, Die süßesten Früchte, Kleine bescheidene Wohnung, In der alten Hafenbar und Hannelore bekannt. Viele seiner Lieder spiegelten – ähnlich wie die in diesen Jahren aufkommenden Heimatfilme – die Sehnsucht nach einer „heilen Welt“ wider, andere griffen konkret die Themen des Wiederaufbaus und des Wirtschaftswunders auf. Er wirkte auch als beliebter Operetten- und Singspielbuffo an Schallplattenaufnahmen mit, beispielsweise in Meine Schwester und ich, Bezauberndes Fräulein und Marietta von Walter Kollo.
1952 drehte Körner seinen ersten Kinofilm, Traumschöne Nacht unter der Regie von Ralph Baum an der Seite von Rudolf Platte und Hubert von Meyerinck. Es folgten kontinuierlich Film-, später auch Fernsehproduktionen, zunächst überwiegend Unterhaltungsfilme. 
Im Kinderfernsehen des WDR wurde Körner in den 1960er Jahren zum vielgefragten Darsteller. Vor allem wurde er durch die Serien Kasper und René, Märchenraten mit Kasper und René, Ratereise mit Kasper und René und schließlich in den Jahren 1970/1971 Hoftheater mit Kasper und René bekannt, die er zusammen mit den Puppenspielern Friedrich Arndt (als Kasper), Rudolf Fischer (als Kaspers Großmutter) und Wolfgang Buresch (als Hund Wuschel) drehte. Die Kasper-Serien führten Körner zu Dreharbeiten in viele Länder, u. a. nach Tokio. Ebenfalls mit Buresch, der diesmal den Hasen Cäsar sprach, sowie mit Paul Kuhn, Bill Ramsey und Arno Görke stand Körner 1968 für den Fernsehfilm Der Hase Cäsar hat Geburtstag vor der Kamera des WDR.
Seine Popularität als Star des Kinderfernsehens verband Körner mit seinem Gesangstalent, indem er verschiedene Kinderlied-Schallplatten wie Lieder für große und kleine Kinder (zusammen mit dem Kölner Kinderchor) und die Gute Nacht Kinderfibel aufnahm. Auf der Hülle der Langspielplatte Hallo Kinder, hier ist René sah man ihn nochmals gemeinsam mit dem Hohnsteiner Kasper und dem Hund Wuschel aus den früheren Fernsehsendungen. Außerdem veröffentlichte er mehrere Bücher.
Körner spielte auch regelmäßig Theater, so über Jahrzehnte im Kölner Theater am Dom. 1962 sah man ihn außerdem als Hauptdarsteller neben Willy Millowitsch und Elsa Scholten in einer Inszenierung des Millowitsch-Theaters in dem erfolgreichen Lustspiel Tante Jutta aus Kalkutta. Im Fernseh gezeigt wurden später auch mehrere Stücke mit ihm an der Seite von Trude Herr aus dem von dieser geleiteten Theater im Vringsveedel. Ebenfalls mit Herr spielte er 1983 in der weihnachtlichen Groteske Schöne Bescherung.
Von 1985 bis 1989 war er als Erzähler an der Produktion von Janoschs Traumstunde beteiligt.
Ende der 1980er Jahre erkrankte Körner an Lungenkrebs und starb am 20. März 1989.

## Würdigung
Anlässlich seines 50-jährigen Jubiläums im Jahr 2006 produzierte der WDR eine Sendung mit dem Titel Mit Götz, Maus und Melone, die von Götz Alsmann moderiert wurde. Alsmann bekannte sich darin als Fan von Kasper und René und präsentierte erstmals seit ihrer Erstausstrahlung eine Vielzahl von Ausschnitten aus den WDR-Kindersendungen mit Peter René Körner.

## Werke

### Filme
- 1952: Traumschöne Nacht
- 1954: Dein Mund verspricht mir Liebe
- 1955: Premiere im Metropol – Fernsehen (Sänger)
- 1959: Der müde Theodor – Fernsehen (Eusebius Findeisen)
- 1960: Bezaubernde Julia – Fernsehen
- 1960: Das Haus voller Rätsel – Fernsehen (George Watson)
- 1960: Das Paradies – Fernsehen
- 1960: Ein Thron für Christine
- 1961: Ein Stern in einer Sommernacht
- 1961: Spanische Legende – Fernsehen (Mexikanischer Gast)
- 1962: Tante Jutta aus Kalkutta – Fernsehen (Dr. Hannemann)
- 1977: Otto der Treue – Fernsehen (Dr. Werner)
- 1986–90: Janoschs Traumstunde – Fernsehen (Erzähler)

### Hörspiele (Auswahl)
- 1947: Ein Inspektor kommt – Regie: Wilhelm Semmelroth
- 1949: Paul Temple und die Affäre Gregory – Regie: Eduard Hermann und Fritz Schröder-Jahn
- 1951: Paul Temple und der Fall Curzon – Regie: Eduard Hermann
- 1953: Paul Temple und der Fall Vandyke – Regie: Eduard Hermann
- 1954: Paul Temple und der Fall Jonathan – Regie: Eduard Hermann
- 1954: Das große Wagnis – Henry Morton Stanleys Geschichte einer wunderbaren Entdeckungsreise (8 Teile) – Regie: Kurt Meister
- 1956: Paul Temple und der Fall Madison – Regie: Eduard Hermann
- 1956: Molière: Der Bürger als Edelmann – Regie: Wilhelm Semmelroth (NWDR/RSB/RB/ORF)
- 1957: Paul Temple und der Fall Gilbert – Regie: Eduard Hermann
- 1958: Es geschah in... Spanien; Folge: Don Josés glückliche Hand – Regie: Raoul Wolfgang Schnell
- 1958: Der kleine Lord – Regie: Fritz Peter Vary
- 1958: Paul Temple und der Fall Lawrence – Regie: Eduard Hermann
- 1959: Es geschah in ... Frankreich; Folge: Inspektion in Lombez – Regie: Hermann Pfeiffer
- 1959: Paul Temple und der Fall Spencer – Regie: Eduard Hermann
- 1959: Es geschah in... Österreich; Folge: Das Handtaschenwunder – Regie: Otto Kurth
- 1960: Es geschah in ... Amerika; Folge: Der Nixomat – Regie: Raoul Wolfgang Schnell
- 1961: Paul Temple und der Fall Conrad – Regie: Eduard Hermann
- 1961: Es geschah in... Süddeutschland; Folge: Die Überstunden des Simon Parblinger – Regie: Heinz Dieter Köhler
- 1964: Francis Durbridge: Nur über meine Leiche – Regie: Wilm Ten Haaf (Kriminalhörspiel – SR)

### Bücher
- (Hrsg.): Kinder sind auch Menschen, Hannover 1971.
- Co-Autor: Der kleine Kasimir und sein kluger Kakadu, Düsseldorf 1972.

### CD
- Peter René Körner – Seine schönsten Aufnahmen – aus den Jahren 1949 bis 1953 (2 CDs, 36 Titel), RV Musik, Nr. 1413, EAN 4024322014138
- u. a.
- So viel Schwung
- Die süßesten Früchte
- Hannelore
- Wenn bei mir der Groschen fällt
- Tarragona
- Wo am Weg die Äpfel reifen
- Die Frau kommt direkt aus Spanien
- Das Seemannsgarn
- Hein, nimm deine Ziehharmonika
- Wenn der Hein in Rio ist

- Ralph Benatzky – A) "Meine Schwester und ich", 1951, B) "Bezauberndes Fräulein", 1952, Membran-ar.net ISBN 978-3-86735-374-8

- Walter Kollo "Marietta", 1950 Köln, mit Ruth Zillger und Jean Löhe, Dirigent Franz Marszalek, Cantusclassics